# Museo della Carta

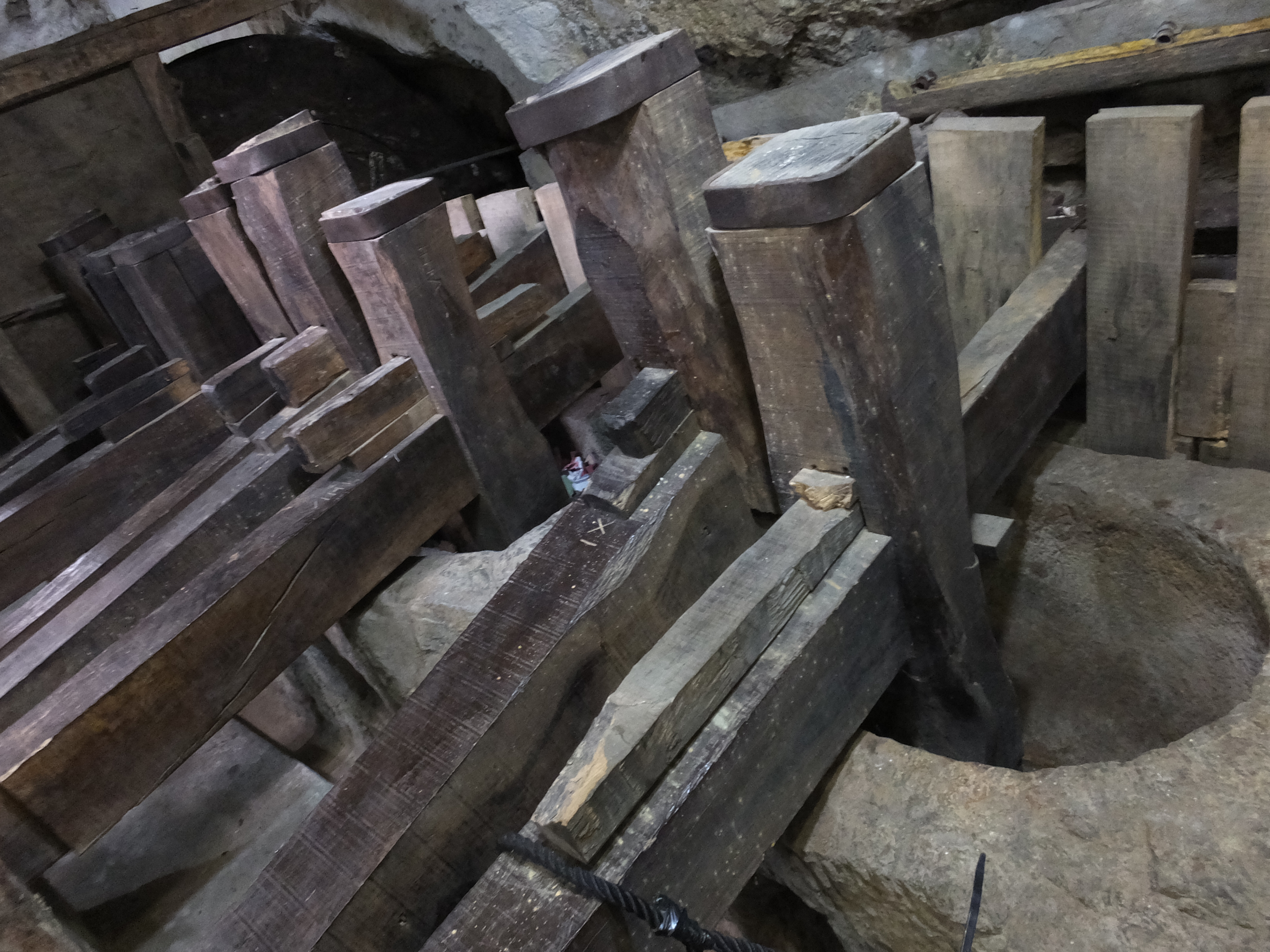
Museo della Carta in Amalfi

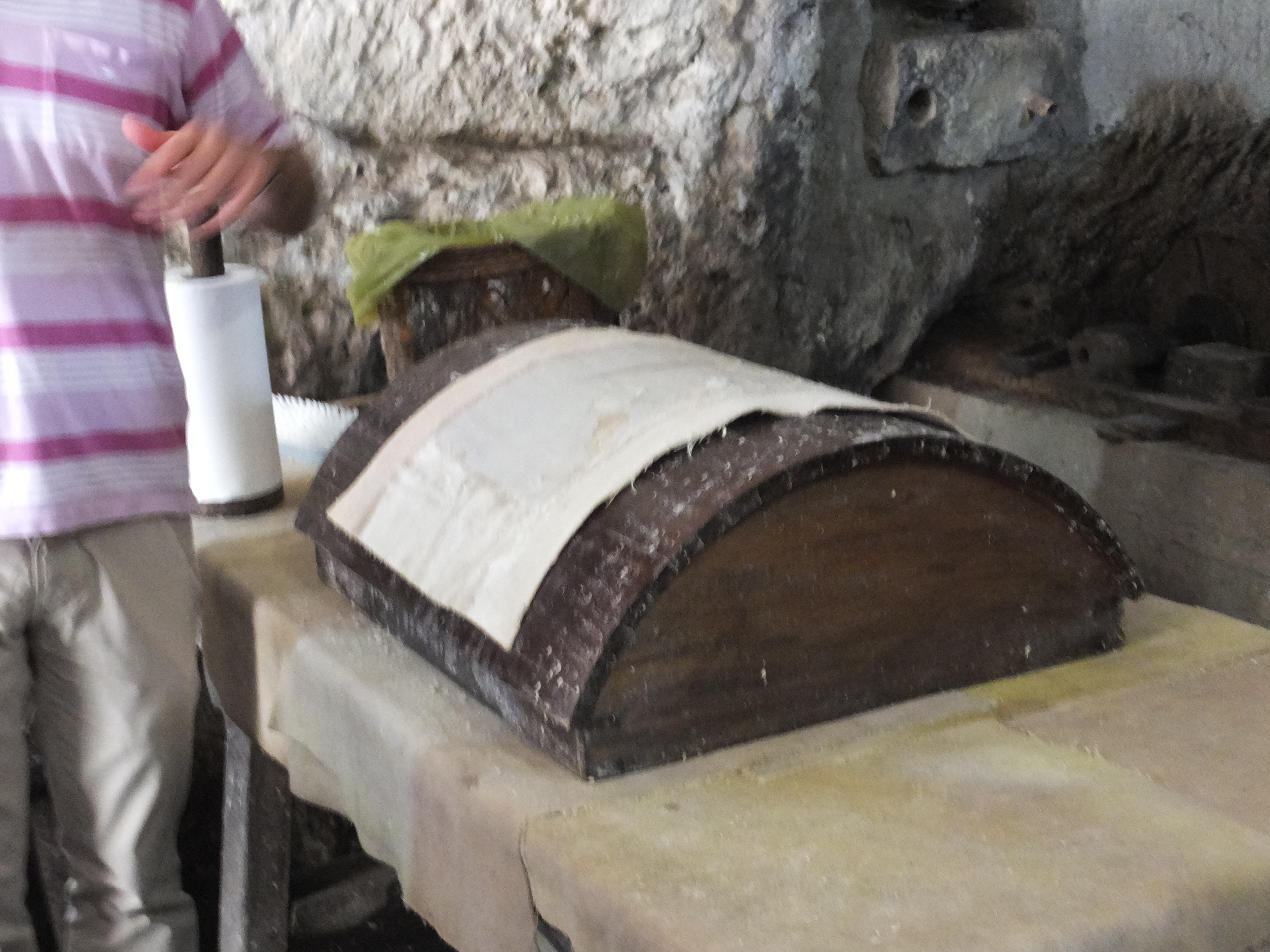
Amalfi papier of bambagina

Het Museo della Carta toont de verschillende stappen van het papierambacht, alsook de infrastructuur van watertoevoer. Het museum bevindt zich in Amalfi, in de Italiaanse regio Campanië. Het museum is gevestigd in een van de laatste artisanale papierfabrieken van de stad.
In Amalfi werd er al sinds de Middeleeuwen papier met de hand geschept en ambachtelijk geproduceerd. De naam van het papier was bambagina. Kenmerkend was de toevoeging van linnen, hennep en katoen. Keizer Frederik II van het Heilige Roomse Rijk verbood zelfs tijdelijk de productie van bambagina omdat hij het minderwaardig vond aan perkament. De hoogdagen van de papierfabricage waren in de 18e eeuw. Amalfi telde toen elf papierfabrieken, met alles samen meer dan tachtig vaten. De reden dat Amalfi geschikt was voor papierproductie was de constante toevoer van water via de Valle dei Mulini. In de 18e eeuw verbruikten de papierfabrieken bij momenten zoveel water dat Amalfi tekorten kende van drinkwater.